# Velocidad orbital

Órbita de un satélite geoestacionario.

La velocidad orbital es la velocidad que debe tener un planeta, satélite (natural o artificial) o similar para que su órbita sea estable.
Por ejemplo, la velocidad orbital de los satélites geoestacionarios (en una órbita circular) que circundan la Tierra es de aproximadamente 10 900 kilómetros por hora. A altitudes inferiores esta velocidad es notablemente superior: por ejemplo, la Estación Espacial Internacional órbita a unos 7,66 km/s, o 27.576 km/h.
Si el objeto en órbita circular incrementase su velocidad, pasaría a una órbita elíptica, con una velocidad que estaría determinada en cada punto por las leyes de Kepler sobre el movimiento planetario. Si se moviera aún más rápido, podría alcanzar la velocidad de escape y describiría una órbita parabólica;  por encima de dicha velocidad, la trayectoria u órbita sería hiperbólica.
Salvo en el caso de la órbita circular, la velocidad orbital no es constante, sino que varía a lo largo de la órbita, siendo tanto menor cuanto más alejado está el cuerpo que orbita del astro que le atrae. En el caso del movimiento de los planetas en el Sistema Solar cabe destacar tres valores significativos:
- Velocidad orbital mínima es la que corresponde al afelio.
- Velocidad orbital máxima es la que corresponde al perihelio.
- Velocidad orbital media durante un recorrido completo de la órbita.

Las velocidades orbitales se expresan en km/s o en km/h. Suele emplearse el valor de velocidad orbital media. Así, el planeta Tierra tiene una velocidad orbital media de 29,78 km/s.

## Expresión matemática y su deducción
- Expresión matemática. Si la órbita es circular, la magnitud de la velocidad es constante en toda la órbita y está determinada por:

{\displaystyle v_{orb}={\sqrt {{GM} \over {r}}}}
donde {\displaystyle v_{orb}} es la velocidad orbital, {\displaystyle G} la constante gravitacional, {\displaystyle M} la masa del cuerpo atrayente y {\displaystyle r} el radio de la órbita. La velocidad orbital no depende de la masa del cuerpo que orbita, aunque sí es inversamente proporcional a la raíz cuadrada del radio de la órbita. Es decir, cuanto mayor sea el radio, menor será la velocidad necesaria para describir la órbita.
- Deducción de la expresión matemática de la velocidad de la órbita circular a partir de la segunda ley de Newton:

Teniendo en cuenta que la fuerza de gravedad es una fuerza de aceleración centrípeta, es decir, que actúa sobre un objeto en movimiento sobre una trayectoria curvilínea y que está dirigida hacia el centro de curvatura de la trayectoria, deducimos que:
{\displaystyle {F_{g}}={F_{c}}}
Sustituyendo cada fuerza por su expresión matemática tenemos la siguiente ecuación:
{\displaystyle {{GMm} \over {r^{2}}}={m}{v^{2} \over {r}}}
Simplificando la ecuación y despejando la velocidad, obtenemos la expresión de la velocidad orbital:

{\displaystyle v_{orb}={\sqrt {{GM} \over {r}}}}

Como se puede observar, la masa {\displaystyle m} del objeto atraído no es relevante para la velocidad orbital. Es decir, la velocidad requerida para que un objeto orbite alrededor de un planeta de masa {\displaystyle M} a una distancia {\displaystyle r} desde el centro de dicho planeta, es independiente de su masa.
- Si en vez de una órbita circular se trata de una órbita elíptica, la expresión de la velocidad en función del radiovector r es:[4]

{\displaystyle v={\sqrt {2GM\left({1 \over {r}}-{1 \over {2a}}\right)}}}
siendo a = semieje mayor de la elipse